# Sportgemeinschaft Essen-Schönebeck 19/68 2023-2024
Questa voce raccoglie le informazioni riguardanti lo Sportgemeinschaft Essen-Schönebeck 19/68 nelle competizioni ufficiali della stagione 2023-2024.

## Divise e sponsor
Lo sponsor principale era Die Wohnkompanie, mentre lo sponsor tecnico, fornitore delle tenute, era Puma.
|  | Casa | Trasferta | 3ª divisa |

## Organigramma societario
Tratto dal sito societario:
Area tecnica
- Allenatore: Markus Högner
- Allenatori in seconda: Kirsten Schlosser, Robert Augustin
- Preparatori dei portieri: Niklas Kastor, Jörg Vesper
- Preparatrice atletica: Carolin Nesse
- Speed-Trainer: Erskine Baker

## Rosa
Rosa, ruoli e numeri di maglia come da sito societario e sito Federcalcio tedesca.
| N. |                          | Ruolo | Calciatrice        |
| -- | ------------------------ | ----- | ------------------ |
| 1  | Germania (bandiera)      | P     | Kim Sindermann     |
| 2  | Germania (bandiera)      | D     | Sandra Walbeck     |
| 4  | Austria (bandiera)       | D     | Valentina Kröll    |
| 5  | Liechtenstein (bandiera) | D     | Lena Göppel        |
| 6  | Germania (bandiera)      | C     | Katharina Piljić   |
| 7  | Austria (bandiera)       | C     | Lilli Purtscheller |
| 8  | Germania (bandiera)      | C     | Lily Reimöller     |
| 9  | Germania (bandiera)      | A     | Ramona Maier       |
| 10 | Germania (bandiera)      | C     | Natasha Kowalski   |
| 11 | Germania (bandiera)      | A     | Laureta Elmazi     |
| 12 | Germania (bandiera)      | P     | Sophia Winkler     |
| 13 | Germania (bandiera)      | A     | Maike Berentzen    |
| 14 | Germania (bandiera)      | C     | Emely Joester      |

| N. |                        | Ruolo | Calciatrice             |
| -- | ---------------------- | ----- | ----------------------- |
| 15 | Germania (bandiera)    | D     | Laura Pucks             |
| 16 | Germania (bandiera)    | D     | Jacqueline Meißner      |
| 17 | Germania (bandiera)    | C     | Annalena Rieke          |
| 18 | Germania (bandiera)    | D     | Lena Ostermeier         |
| 19 | Germania (bandiera)    | D     | Beke Sterner            |
| 21 | Germania (bandiera)    | C     | Anja Pfluger            |
| 22 | Germania (bandiera)    | A     | Felicitas Fee Kockmann  |
| 23 | Germania (bandiera)    | C     | Julia Debitzki          |
| 24 | Germania (bandiera)    | P     | Pia Lucassen            |
| 24 | Inghilterra (bandiera) | A     | Maria Edwards           |
| 27 | Germania (bandiera)    | P     | Aline Allmann           |
| 29 | Germania (bandiera)    | A     | Annika Enderle          |
| 30 | Germania (bandiera)    | D     | Melina Fabienne Walheim |

## Calciomercato

### Sessione estiva
| Acquisti | Acquisti           | Acquisti         | Acquisti |
| R.       | Nome               | da               | Modalità |
| -------- | ------------------ | ---------------- | -------- |
| D        | Valentina Kröll    | Sturm Graz       | [ 4 ]    |
| D        | Sandra Walbeck     | Colonia          | [ 5 ]    |
| A        | Annika Enderle     | Bayer Leverkusen | [ 6 ]    |
| A        | Lilli Purtscheller | Sturm Graz       | [ 7 ]    |

| Cessioni | Cessioni        | Cessioni                | Cessioni |
| R.       | Nome            | a                       | Modalità |
| -------- | --------------- | ----------------------- | -------- |
| P        | Josefine Osigus | Borussia Bocholt        |          |
| D        | Miriam Hils     | California Golden Bears |          |
| D        | Elze Huls       |                         | ritirata |
| D        | Nina Räcke      | RB Lipsia               | [ 8 ]    |
| D        | Ella Touon      | St. Pölten              |          |
| C        | Antonia Baaß    | Basilea                 |          |
| A        | Vivien Endemann | Wolfsburg               | [ 9 ]    |

## Risultati

### Frauen-Bundesliga

#### Girone di andata
| Arbitro: | Heidenreich (Bad Schwartau) |

|                      |           |  |
| Rieke 50’ Elmazi 78’ | Marcatori |  |

| Arbitro: | Schwermer (Ballenstedt) |

|                            |           |                         |
| Fudalla 15’, 77’ Kempe 23’ | Marcatori | 6’ Kowalski 90+7’ Maier |

| Arbitro: | Breier (Zerf) |

|  |           |                         |
|  | Marcatori | 13’ Harder 24’ Schüller |

| Arbitro: | Michel (Magonza) |

|  |           |            |
|  | Marcatori | 640’ Rieke |

| Arbitro: | Weigelt (Lipsiaf) |

|           |           |              |
| Maier 90’ | Marcatori | 55’ Hausicke |

| Leverkusen 4 novembre 2023, ore 14:00 CEST 6ª giornata | Bayer Leverkusen   | 0 – 0 referto | SGS Essen | Ulrich-Haberland-Stadion (498 spett.)\| Arbitro: \| Wildfeuer (Lützen) \| |
| Arbitro:                                               | Wildfeuer (Lützen) |               |           |                                                                           |

| Arbitro: | Joos (Leinfelden-Echterdingen) |

|                                                  |           |  |
| Elmazi 5’, 9’ Kowalski 28’ (rig.), 36’ Maier 64’ | Marcatori |  |

| Arbitro: | Michel (Magonza) |

|  |           |                                         |
|  | Marcatori | 13’ (aut.) Cazalla 14’ Elmazi 87’ Maier |

| Arbitro: | Hussein (Bad Harzburg) |

|  |           |          |
|  | Marcatori | 30’ Kolb |

| Arbitro: | Schwermer (Ballenstedt) |

|  |           |                |
|  | Marcatori | 27’ Ostermeier |

| Arbitro: | Rafalski (Gudensberg) |

|                  |           |                                     |
| Purtscheller 51’ | Marcatori | 56’ Endemann 66’ Hegering 69’ Pajor |

#### Girone di ritorno
| Arbitro: | Breier (Zerf) |

|              |           |  |
| Doorsoun 62’ | Marcatori |  |

| Arbitro: | Menzel (Hambrücken) |

|                                              |           |                                        |
| Elmazi 3’ Kowalski 25’ (rig.), 51’ Rieke 60’ | Marcatori | 14’ Larsson 26’, 28’ Fudalla 39’ Kempe |

| Arbitro: | Heidenreich (Bad Schwartau) |

|                                  |           |  |
| Viggósdóttir 54’ Damnjanović 79’ | Marcatori |  |

| Arbitro: | Rafalski (Gudensberg) |

|                                                         |           |          |
| Kowalski 24’ (rig.) Sterner 57’ Maier 72’ Enderle 90+2’ | Marcatori | 76’ Muth |

| Brema 16 marzo 2024, ore 14:00 CET 16ª giornata | Werder Brema     | 0 – 0 referto | SGS Essen | Stadiongelände, Platz 11 (1 132 spett.)\| Arbitro: \| Weigelt (Lipsia) \| |
| Arbitro:                                        | Weigelt (Lipsia) |               |           |                                                                           |

| Essen 24 marzo 2024, ore 18:30 CET 17ª giornata | SGS Essen               | 0 – 0 referto | Bayer Leverkusen | Stadion an der Hafenstraße (1 702 spett.)\| Arbitro: \| Schwermer (Ballenstedt) \| |
| Arbitro:                                        | Schwermer (Ballenstedt) |               |                  |                                                                                    |

| Arbitro: | Heidenreich (Bad Schwartau) |

|  |           |                                              |
|  | Marcatori | 8’ Rieke 45+2’, 49’ Purtscheller 54’ Meißner |

| Arbitro: | Duske (Leverkusen) |

|                                 |           |                  |
| Sterner 88’ Kowalski 90’ (rig.) | Marcatori | 77’ (aut.) Pucks |

| Arbitro: | Joos (Leinfelden-Echterdingen) |

|  |           |            |
|  | Marcatori | 864’ Maier |

| Arbitro: | Kost (Schwerte) |

|                            |           |           |
| Purtscheller 10’ Rieke 30’ | Marcatori | 54’ Bidas |

| Arbitro: | Weigelt (Lipsia) |

|                                                        |           |  |
| Hagel 10’ Pajor 11’, 24’, 35’ Endemann 45+3’ Brand 83’ | Marcatori |  |

### DFB-Pokal
| Arbitro: | Breier (Zerf) |

|  |           |                                          |
|  | Marcatori | 43’ Maier 44’, 54’ Berentzen 53’ Meißner |

| Arbitro: | Duske (Leverkusen) |

|                                              |           |                                |
| Rieke 6’ Kowalski 15’ Piljić 78’ Sterner 82’ | Marcatori | 23’, 60’ Zeller 52’ Wiankowska |

| Arbitro: | Rafalski (Gudensberg) |

|            |           |                     |
| Wieder 56’ | Marcatori | 8’ Maier 33’ Elmazi |

| Arbitro: | Breier (Zerf) |

|                                                                                                |           |  |
| Brand 14’ Pajor 16’ Endemann 37’, 51’, 82’ Janssen 66’ Jöster 70’ (aut.) Xhemaili 83’ Huth 89’ | Marcatori |  |

## Statistiche

### Statistiche di squadra
| Competizione         | Punti | In casa | In casa | In casa | In casa | In casa | In casa | In trasferta | In trasferta | In trasferta | In trasferta | In trasferta | In trasferta | Totale | Totale | Totale | Totale | Totale | Totale | DR |
| Competizione         | Punti | G       | V       | N       | P       | Gf      | Gs      | G            | V            | N            | P            | Gf           | Gs           | G      | V      | N      | P      | Gf     | Gs     | DR |
| -------------------- | ----- | ------- | ------- | ------- | ------- | ------- | ------- | ------------ | ------------ | ------------ | ------------ | ------------ | ------------ | ------ | ------ | ------ | ------ | ------ | ------ | -- |
| Frauen-Bundesliga    | 35    | 11      | 5       | 3       | 3       | 21      | 14      | 11           | 5            | 2            | 4            | 12           | 12           | 22     | 10     | 5      | 7      | 33     | 26     | +7 |
| DFB-Pokal der Frauen | -     | 1       | 1       | 0       | 0       | 4       | 3       | 3            | 2            | 0            | 1            | 6            | 10           | 4      | 3      | 0      | 1      | 10     | 13     | -3 |
| Totale               | -     | 12      | 6       | 3       | 3       | 25      | 17      | 14           | 7            | 2            | 5            | 18           | 22           | 26     | 13     | 5      | 8      | 43     | 39     | +4 |

### Andamento in campionato
| Giornata  | 1 | 2 | 3 | 4 | 5 | 6 | 7 | 8 | 9 | 10 | 11 | 12 | 13 | 14 | 15 | 16 | 17 | 18 | 19 | 20 | 21 | 22 |
| --------- | - | - | - | - | - | - | - | - | - | -- | -- | -- | -- | -- | -- | -- | -- | -- | -- | -- | -- | -- |
| Luogo     | C | T | C | T | C | T | C | T | C | T  | C  | T  | C  | T  | C  | T  | C  | T  | C  | T  | C  | T  |
| Risultato | V | P | P | V | N | N | V | V | P | V  | P  | P  | N  | P  | V  | N  | N  | V  | V  | V  | V  | P  |
| Posizione | 4 | 6 | 8 | 6 | 7 | 7 | 5 | 4 | 5 | 5  | 5  | 7  | 7  | 8  | 5  | 6  | 6  | 6  | 5  | 5  | 4  | 4  |

Legenda:

Luogo: C = Casa; T = Trasferta. Risultato: V = Vittoria; N = Pareggio; P = Sconfitta.

### Statistiche delle giocatrici
| Giocatore       | Frauen-Bundesliga | Frauen-Bundesliga | Frauen-Bundesliga | Frauen-Bundesliga | DFB-Pokal der Frauen | DFB-Pokal der Frauen | DFB-Pokal der Frauen | DFB-Pokal der Frauen | Totale   | Totale | Totale      | Totale     |
| Giocatore       | Presenze          | Reti              | Ammonizioni       | Espulsioni        | Presenze             | Reti                 | Ammonizioni          | Espulsioni           | Presenze | Reti   | Ammonizioni | Espulsioni |
| --------------- | ----------------- | ----------------- | ----------------- | ----------------- | -------------------- | -------------------- | -------------------- | -------------------- | -------- | ------ | ----------- | ---------- |
| A. Allmann      | 0                 | 0                 | 0                 | 0                 | 0                    | 0                    | 0                    | 0                    | 0        | 0      | 0           | 0          |
| M. Berentzen    | 14                | 1                 | 0                 | 0                 | 3                    | 2                    | 0                    | 0                    | 17       | 3      | 0           | 0          |
| J. Debitzki     | 9                 | 0                 | 0                 | 0                 | 2                    | 0                    | 0                    | 0                    | 11       | 0      | 0           | 0          |
| M. Edwards      | 6                 | 0                 | 0                 | 0                 | 2                    | 0                    | 0                    | 0                    | 8        | 0      | 0           | 0          |
| L. Elmazi       | 22                | 5                 | 3                 | 0                 | 3                    | 1                    | 0                    | 0                    | 25       | 6      | 3           | 0          |
| A. Enderle      | 18                | 1                 | 0                 | 0                 | 3                    | 0                    | 0                    | 0                    | 21       | 1      | 0           | 0          |
| L. Göppel       | 2                 | 0                 | 0                 | 0                 | -                    | -                    | -                    | -                    | 2        | 0      | 0           | 0          |
| E. Joester      | 14                | 0                 | 1                 | 0                 | 2                    | 0                    | 0                    | 0                    | 16       | 0      | 1           | 0          |
| F. Kockmann     | -                 | -                 | -                 | -                 | -                    | -                    | -                    | -                    | -        | -      | -           | -          |
| N. Kowalski     | 22                | 7                 | 0                 | 0                 | 4                    | 1                    | 0                    | 0                    | 26       | 8      | 0           | 0          |
| V. Kröll        | 5                 | 0                 | 0                 | 0                 | 1                    | 0                    | 0                    | 0                    | 6        | 0      | 0           | 0          |
| P. Lucassen     | 1                 | -4                | 0                 | 0                 | -                    | -                    | -                    | -                    | 1        | -4     | 0           | 0          |
| R. Maier        | 22                | 6                 | 2                 | 0                 | 4                    | 2                    | 1                    | 0                    | 26       | 8      | 3           | 0          |
| J. Meißner      | 22                | 1                 | 3                 | 0                 | 4                    | 1                    | 0                    | 0                    | 26       | 2      | 3           | 0          |
| L. Ostermeier   | 22                | 1                 | 4                 | 0                 | 4                    | 0                    | 1                    | 0                    | 26       | 1      | 5           | 0          |
| A. Pfluger      | 17                | 0                 | 2                 | 0                 | 4                    | 0                    | 1                    | 0                    | 21       | 0      | 3           | 0          |
| K. Piljic       | 22                | 0                 | 2                 | 0                 | 4                    | 1                    | 1                    | 0                    | 26       | 1      | 3           | 0          |
| K. Potsi        | 7                 | 0                 | 1                 | 0                 | 2                    | 0                    | 0                    | 0                    | 9        | 0      | 1           | 0          |
| L. Pucks        | 20                | 0                 | 2                 | 0                 | 4                    | 0                    | 0                    | 0                    | 24       | 0      | 2           | 0          |
| L. Purtscheller | 22                | 4                 | 4                 | 0                 | 4                    | 0                    | 0                    | 0                    | 26       | 4      | 4           | 0          |
| L. Reimöller    | 0                 | 0                 | 0                 | 0                 | -                    | -                    | -                    | -                    | 0        | 0      | 0           | 0          |
| A. Rieke        | 21                | 5                 | 6                 | 0                 | 4                    | 1                    | 1                    | 0                    | 25       | 6      | 7           | 0          |
| C. Sesjak       | 0                 | 0                 | 0                 | 0                 | 0                    | 0                    | 0                    | 0                    | 0        | 0      | 0           | 0          |
| K. Sindermann   | 1                 | -4                | 0                 | 0                 | 0                    | 0                    | 0                    | 0                    | 1        | -4     | 0           | 0          |
| B. Sterner      | 22                | 2                 | 1                 | 0                 | 4                    | 0                    | 1                    | 0                    | 26       | 2      | 2           | 0          |
| S. Walbeck      | 3                 | 0                 | 0                 | 0                 | -                    | -                    | -                    | -                    | 3        | 0      | 0           | 0          |
| S. Winkler      | 21                | -18               | 0                 | 1                 | 4                    | -13                  | 0                    | 0                    | 25       | -31    | 0           | 1          |